# 盧薩摩圖
盧薩摩圖是圖瓦盧瓦伊圖普環礁的一個島。該島長47.85米，寬38.28米，海拔不超過一米，島上無人居住。